# 저스틴 브루닝
저스틴 브루닝(Justin Bruening, 1979년 9월 24일 ~ )은 미국의 배우, 전 모델이다.

## 출연 작품

### 영화
- Fat Girls (2006)
- Blue Eyed Butcher (2012)
- The March Sisters at Christmas (2012)
- 히즈 아웃 데어 (2017)
- 몬스터 프로젝트 (2017)
- 인디비저블 (2018, Indivisible)

### 텔레비전
- 올 마이 칠드런 (2003-07, 2011)
- 희망과 신념 (2004)
- 원 라이프 투 리브 (2004-05)
- 나이트 라이더 (2008-09)
- 원더 우먼 (2011) - 파일럿 편 (방송국 미채택)